# Kenneth Gentry
Kenneth L. Gentry, Jr. (n. 3 mai 1950) este un teolog reformat și prezbiter hirotonit în Adunarea Generală a Bisericilor Reformate Prezbiteriene⁠(en)[traduceți]. El este cunoscut în special pentru sprijinul său pentru și publicarea pe teme de preterismului ortodoxe și postmilenialismul în escatologia creștină, precum și pentru theonomy și crearea de șase zile. El susține că fiecare dintre aceste distinctivele teologice sunt extensii logice și teologice ale teologiei sale fundamentale, care este calvină și reformată.